# Hitchcock/Truffaut
Hitchcock/Truffaut es una película documental de 2015 dirigida por el crítico cinematográfico Kent Jones sobre el libro de François Truffaut de su conversación con Alfred Hitchcock, El cine según Hitchcock, y su impacto en el cine.
Truffaut entrevistó a Hitchcock durante ocho días en 1962 en su despacho en la Universal Studios para escribir erste libro. El documental (y la relevancia de este libro) es vista en el documental por directores como James Gray, Martin Scorsese, Paul Schrader, Wes Anderson, David Fincher, Arnaud Desplechin, y Olivier Assayas, y es narrado por Bob Balaban, que coprotagonizó con Truffaut en Encuentros en la tercera fase (1977).
Hitchcock/Truffaut fue presentada en el Festival Internacional de Cine de Cannes de 2015 y también se mostró en el Festival de Toronto y en el Festival de San Sebastián. En el Festival de Cine de Denver, donde ganó el Premio Maysles Brothers al mejor documental.

## Reparto
- Alfred Hitchcock
- François Truffaut
- Wes Anderson
- Olivier Assayas
- Peter Bogdanovich
- Arnaud Desplechin
- David Fincher
- James Gray
- Kiyoshi Kurosawa
- Richard Linklater
- Paul Schrader
- Martin Scorsese

## Acogida de la crítica
"Esta magistral lección de cine que esquiva toda tentación académica para reivindicar el análisis como prolongación del placer de espectador."
Jordi Costa: El País

"Hay ciertas omisiones en su filmografía, pero el valiosísimo material recopilado proporciona una mirada, a veces devastadora, sobre los fantasmas, sueños y realidades que anidaban en aquel irrepetible creador de imágenes y sentimientos."
Manolo Marinero: El Mundo

"Didáctico, aunque pocas cosas nuevas aporta en relación al propio libro."
Quim Casas: Fotogramas